# Mahou (sör)
A Mahou egy spanyol sörmárka, amelyet a Mahou-San Miguel Group gyárt. A márka portfóliója különféle söröket tartalmaz, beleértve az alkoholmentes és a vegyes fajtákat.

## Története
A Mahou sörfőzdét 1890-ben alapították Madridban Hijos de Casimiro Mahou néven. A név az alapító család nevéből származik, amely közel egy évszázadon át irányította a vállalatot. A San Miguel 2000. végi megvásárlása után Mahou-San Miguellé alakult át, amely a 21. század elején a legnagyobb spanyol sörgyártó cég.

## Sport
14 spanyol futballklubbal van megállapodása, amelyek a következők: Real Madrid CF, Atlético de Madrid, Villarreal CF, Getafe CF, Rayo Vallecano, Athletic Club, Cultural y Deportiva Leonesa, Real Valladolid, Albacete Balompié, Sporting de Gijón, CD Leganés, Real Oviedo, Extremadura UD és Coruxo Club de Fútbol.
A Mahou 5 csillag és a Madrid CFF támogatói megállapodást kötött. A sörmárka 2022-ig szponzorálja a madridi csapatot.

## Típusai
- Klasszikus Mahou (4,8 %)
- Mahou 5 csillag (5,5 %)
- Mahou Sin (5,5 %)
- Mahou Negra (3,5 %)
- Mahou Mixta (0,9 %)

## A kultúrában
A Mahou márkaneve már José Gutiérrez Solana festőművész 1920-as festményén megjelenik: a Pombo kávézó egyik asztalán egy nagy üveg látható a jellegzetes piros címkével.